# Centrothele mossman
Centrothele mossman is een spinnensoort uit de familie Lamponidae. De soort komt voor in Queensland.